# Parlamentswahl in St. Lucia 1931
Die Parlamentswahl in St. Lucia 1931 (englisch General elections) war die dritte Parlamentswahl in St. Lucia, nachdem 1925 erstmals ein Teil des Parlaments gewählt werden durfte. Alle drei Wahlbezirke (constituencies) hatten nur einen Kandidaten, wodurch alle ohne Weiteres gewählt wurden.

## Wahl
Louis McVane war der einzige Kandidat im Northern District. Im Western District gab es einen heftigen Wahlkampf zwischen H.E. Belmar und DuBoulay.
Alle drei MLCs (Mitglieder des Parlaments von St. Lucia), die bereits 1928 gewählt worden waren, wurden wiedergewählt; George Palmer (Eastern District), McVane (Northern District) und Belmar (Western District).